# Gulkronad dvärgtyrann
Gulkronad dvärgtyrann (Tyrannulus elatus) är en fågel i familjen tyranner inom ordningen tättingar.

## Utseende och läte
Gulkronad dvärgtyrann är en liten tyrann med relativt liten näbb. Den har gul buk, grått huvud med ljust vitaktigt ögonbrynsstreck och tydliga vita vingband. Den gula hjässan som ger arten dess namn är svår att se. Lätet är karakteristiskt, en sorgesam visslad sång "dee-DEER!".

## Utbredning och systematik
Fågeln förekommer från sydvästra Costa Rica till norra Bolivia, Guyanaregionen och Amazonområdet i Brasilien. Den placeras som enda art i släktet Tyrannulus och behandlas som monotypisk, det vill säga att den inte delas in i några underarter.

## Levnadssätt
Gulkronad dvärgtyrann hittas i öppna skogsmiljöer som skogsbryn och ungskog. Där ses den vanligen enstaka eller i par i trädkronorna.

## Status
Arten har ett stort utbredningsområde och beståndet anses vara stabilt. Internationella naturvårdsunionen IUCN listar den därför som livskraftig (LC). Beståndet uppskattas till i storleksordningen 50 miljoner vuxna individer.